# Holsteiner Auenland

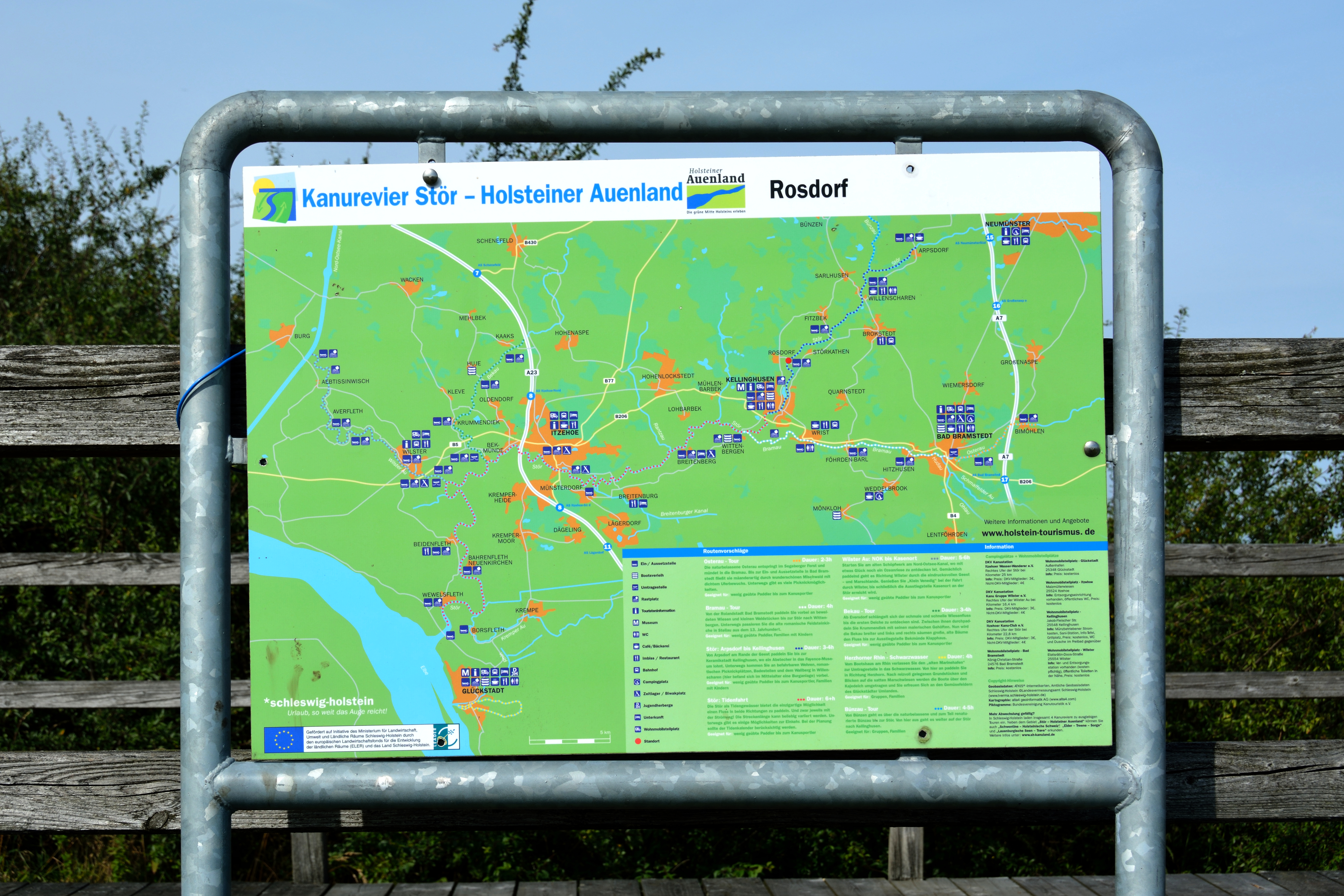
Karte an der Kanuanlegestelle in Rosdorf

Das Holsteiner Auenland – frühere Bezeichnung „Grüne Mitte Holstein“ – ist ein in jüngster Zeit zur touristischen und wirtschaftlichen Vermarktung geprägter Begriff, der sich auf Teile der Landschaft im Süden Schleswig-Holsteins (östlicher Kreis Steinburg, nördlicher Kreis Pinneberg, nordwestlicher Kreis Segeberg, einschließlich der Segeberger Heide) bezieht. Es umfasst eine etwa 800 Quadratkilometer große Region mit rund 92.000 Einwohnern.

## Name
Der Name wurde mit Blick auf zahlreiche Auen gewählt (Zählweise jeweils nach eigenständigen Namen dieser Fließgewässer (z. B. Bramau), die das Gebiet durchziehen) und soll werbewirksam auf die angenommene Natürlichkeit der Region verweisen.

## Unterstützung
Die Regionalentwicklung des Holsteiner Auenlandes wird von den Städten Bad Bramstedt, Kellinghusen und Barmstedt, der Gemeinde Hohenlockstedt sowie den Ämtern Kellinghusen-Land, Bad Bramstedt-Land, Auenland Südholstein, Boostedt-Rickling, Rantzau und Hörnerkirchen getragen. Als Ergebnis einer ländlichen Struktur- und Entwicklungsanalyse (LSE) wird das Profil der Region über das Thema Tourismus hinaus um weitere Schwerpunkte (Wirtschaft, Bildung u. a.) ergänzt.

## Verein
Der im Dezember 2007 gegründete Verein Holsteiner Auenland (e.V.) bewirbt sich um eine Anerkennung als Aktiv-Region und damit um eine Förderung aus dem Europäischen Landwirtschaftsfonds für die Entwicklung des ländlichen Raums (ELER).

## Bilder

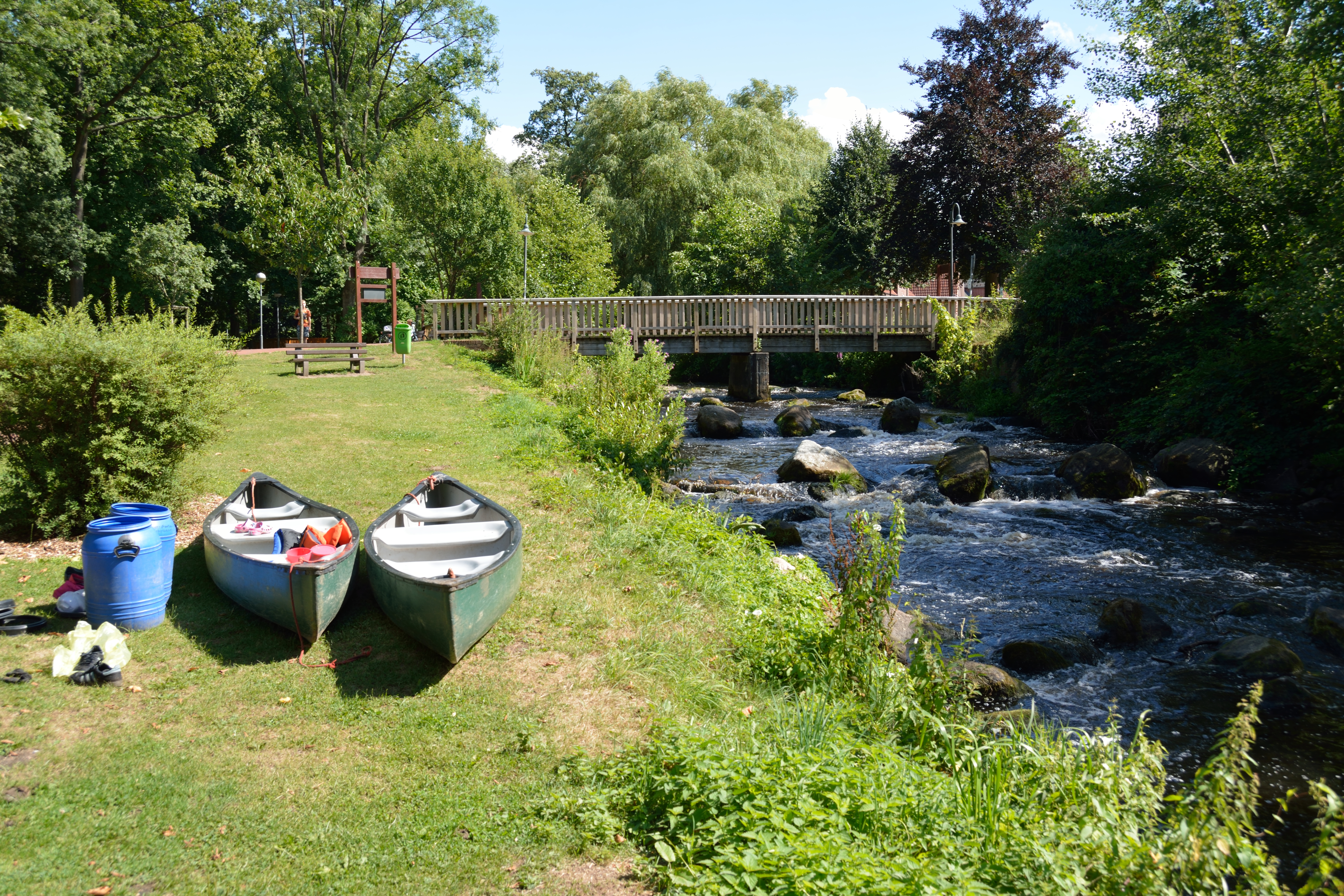
Die Sohlgleite in Bad Bramstedt ersetzt ein 80 cm hohes Wehr, das die ehemalige Mühle antrieb. Daneben eine Anlegestelle für Kanuten.
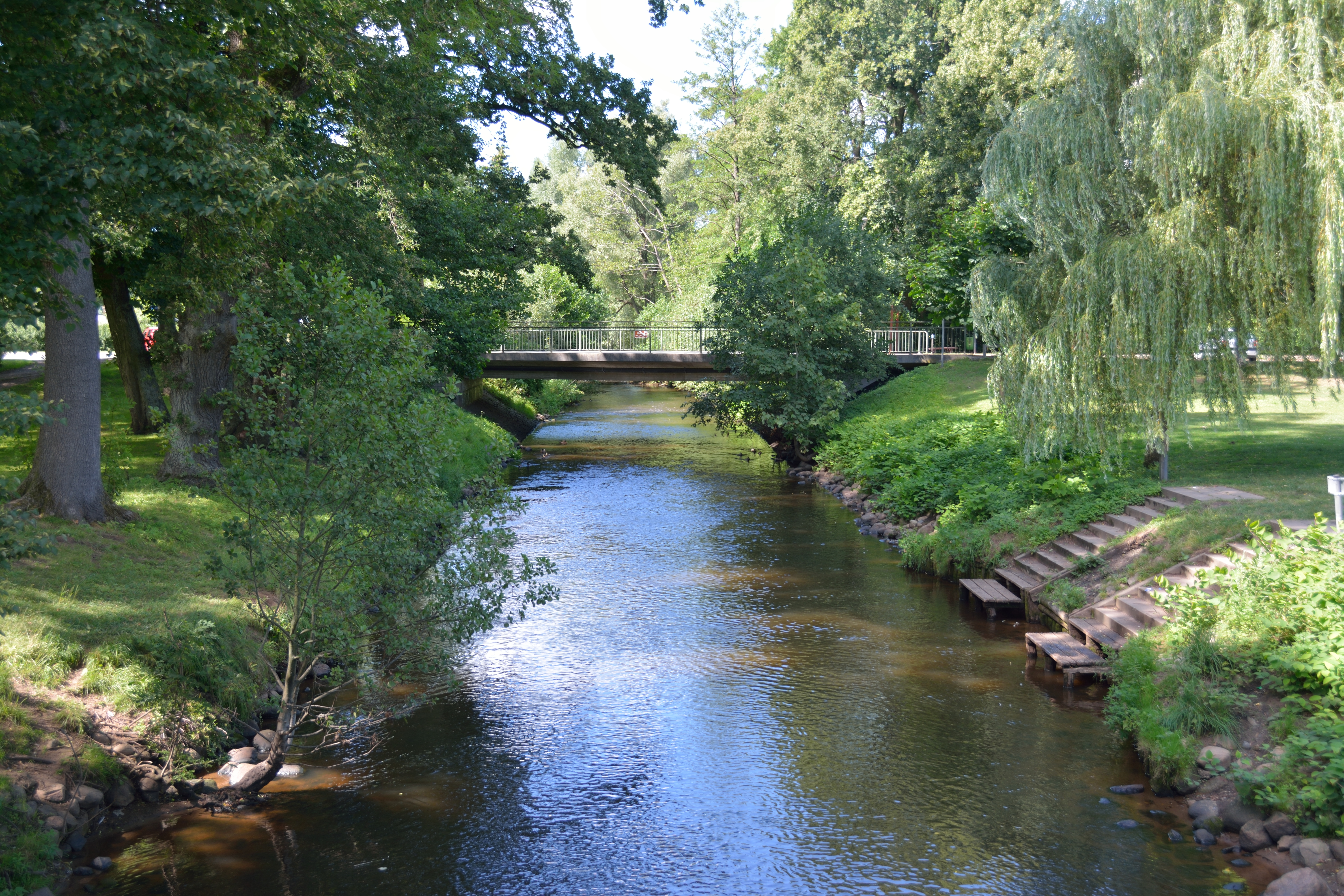
Bad Bramstedt, Kanuanlegestelle an der Hudau
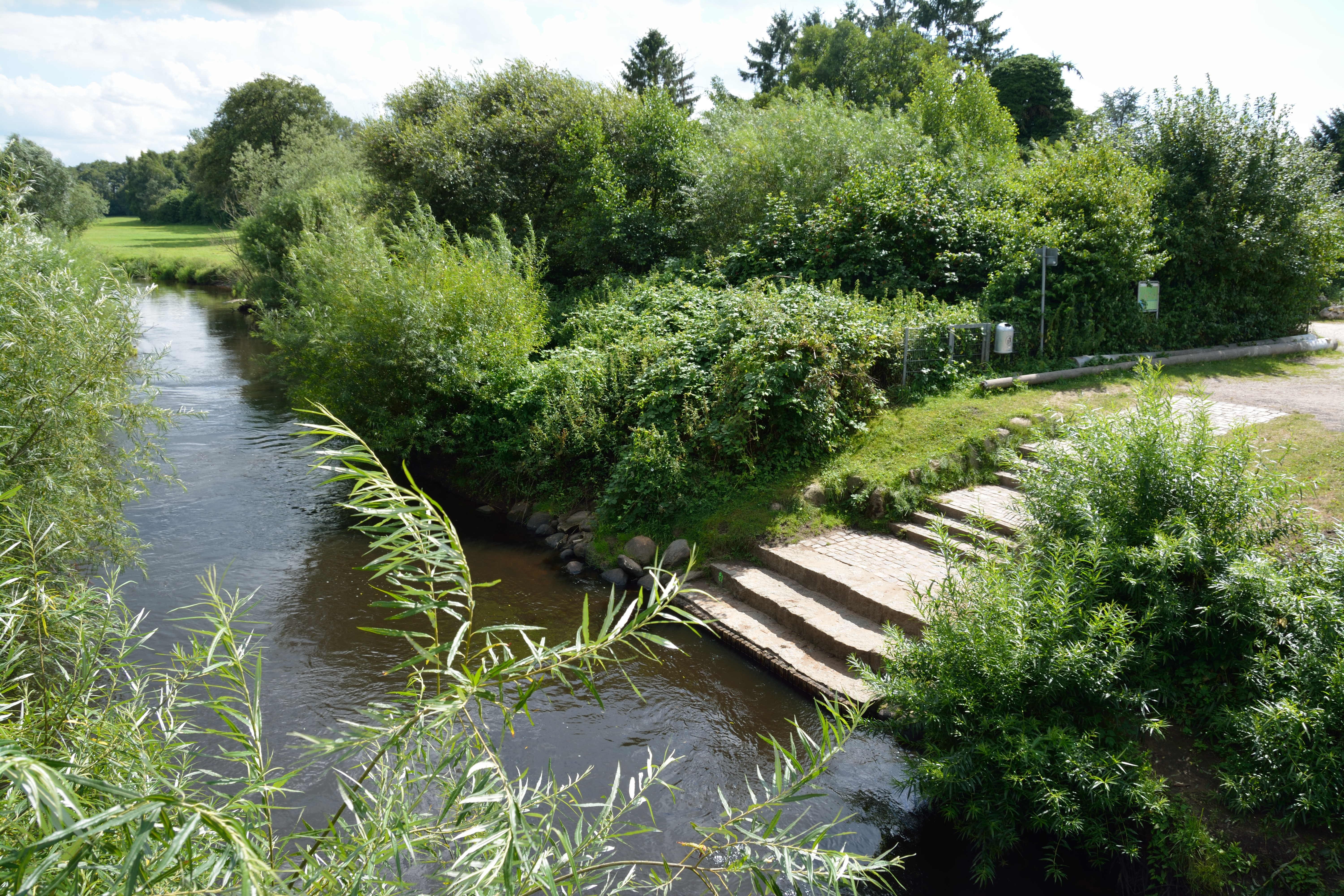
Hitzhusen, Kanuanlegestelle an der Bramau
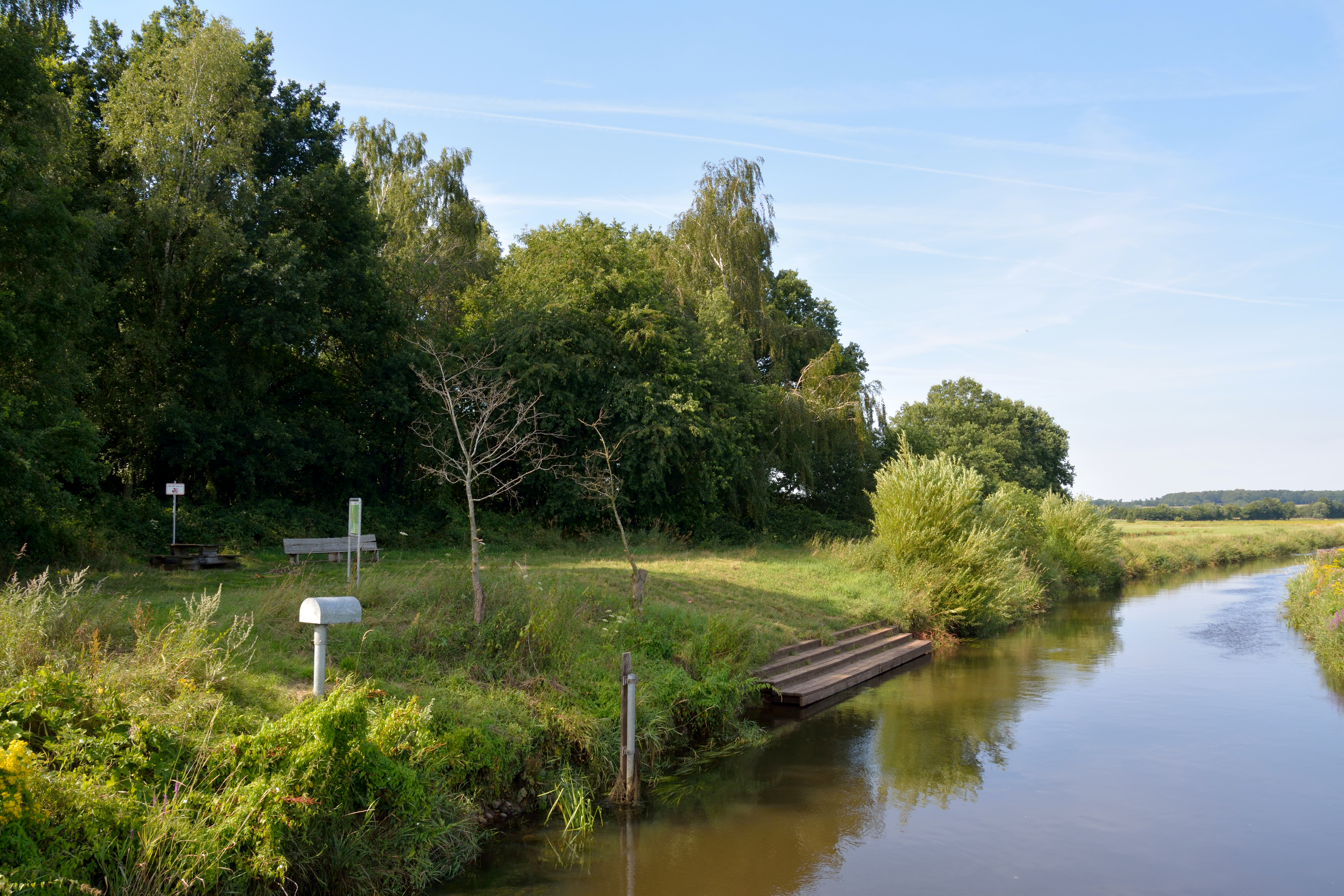
Kanuanlegestelle an der Stör in Fitzbek